# Ann Snitow
Ann Barr Snitow (ur. 8 maja 1943 w Nowym Jorku, zm. 10 sierpnia 2019 tamże) – amerykańska feministka, profesor literatury i gender studies w New School for Social Research w Nowym Jorku. Zwolenniczka łączenia postulatów feministycznych z postulatami innych ruchów emancypacyjnych (socjalistycznych, afroamerykańskich, gejowsko-lesbijskich itp.).
Studiowała na Uniwersytecie Cornella, doktorat z literatury obroniła na Uniwersytecie Londyńskim.
Współredaktorka książek: Powers of Desire: The Politics of Sexuality (Nowy Jork 1983) oraz The Feminist Memoir Project: Voices from Women’s Liberation (Nowy Jork 1998).
W 1969 była jedną z założycielek grupy New York Radical Feminists (Radykalne Feministki Nowojorskie). W latach 80. wspólnie z antropolog Carol Vance założyła Feminist Anti-Censorship Task Force. W toczącej się wówczas w ruchu feministycznym debacie o seksualności, pornografii i prostytucji (sex wars) opowiedziała się po stronie „seksualnego radykalizmu”. Krytykowała feminizm antypornograficzny, sprzeciwiając się cenzurze i twierdząc, że purytański stosunek do seksu obraca się zawsze w końcu przeciw kobietom.
W latach 90. założyła Network of East-West Women – organizację wspierającą ruchy i organizacje feministyczne w Europie Środkowej i Wschodniej.